# Grauchopf
Il Grauchopf è una montagna delle Prealpi di Appenzello e di San Gallo, alta 2 216 m s.l.m.

## Descrizione
La montagna fa parte del gruppo del Säntis e si trova al confine tra il Canton Appenzello Esterno e il Canton San Gallo, ovvero tra i comuni di Hundwil e Wildhaus-Alt Sankt Johann.